# 林肯鎮區 (密蘇里州格蘭迪縣)
林肯鎮區（英語：Lincoln Township）是位於美國密蘇里州格蘭迪縣的一個行政鎮區。

## 地方資料
林肯鎮區的面積為125.58平方千米，當中陸地面積為125.56平方千米，而水域面積為0.02平方千米。根據2020年美國人口普查的數據，當地共有人口605人，而人口密度為每平方千米4.82人。